# 第一次波斯-突厥戰爭
第一次波斯-突厥戰爭，是588-589年波斯薩珊帝国和突厥汗國與他們屬民嚈噠之間的戰爭。

## 背景
在558年，庫思老一世與突厥聯手擊敗嚈噠。然而两國關係很快變壞，突厥人580年及588年兩次入侵帝國。
巴赫拉姆·楚賓被選為將領帶領軍隊對付他們，他的軍隊12000人在588年伏擊了一支龐大的突厥軍隊。在589年收回巴爾赫。接著他越過阿姆河並成功地擊退突厥入侵和接管前嚈噠領土。
菲爾多西的列王紀有詳細介紹他作戰的章節，傳説這仗中他杀死突厥莫何可汗(處羅侯)

## 資料來源
1. ↑  Natell Khanlari , Safa, Parviz , Zabih Allah.  9th. Tehran: Amir-Kabir. 1977: 10.